# Beni Fouda
Beni Fouda (în arabă بنى فودة) este o comună din provincia Sétif, Algeria.
Populația comunei era de 17.667 de locuitori (în 2008).